# 孫三傑
孫三傑，字景濂，號松石，山東青州府乐安县人，明朝政治人物，同进士出身。
天启五年（1625年），登乙丑科第三甲进士，任宝鸡县知县，瑞藩朘民，面請停止。王老虎黨寇狓猖栈道中，单骑入巢，諭以祸福，寇悉解散。革火耗，用吏收官解法。調繁長安縣，兼署咸寧，大猾望風竄去。构書院，與文太清先说讲究聖賢性命之學。擢兵科给事中，連疏劾當道，识者壮之，群小忌其憝直，鎸公秩，補上林署丞，升太僕寺丞，卒于京师。